# ファルッシュ
ファルッシュ(Faluche)は、フランス北部のノール＝パ・ド・カレー地域圏及びベルギー南部のトゥルネー地域の伝統的なパンである。
ファルッシュは、淡白色のパンで、中身が詰まっていて柔らかい。萎んだサッカーボールのような形をしている。温めてバターとジャム、またはクリームチーズとスモークサーモンを添えて朝食に食べたり、バターと黒糖、またはブリーチーズを添えてスナックとして食べる。白小麦粉、パン用酵母、水、少量の食塩とバターから作る。パン屋では、メインのパンを焼く前の温まった直後のオーブンで焼かれることが良くある。